# Нормална сила
Нормална сила је сила која се јавља при додиру тела са подлогом. Нормална сила делује у правцу ортогоналном на подлогу, а усмерена је од подлоге ка телу.
Укупна контактна сила се разлаже на нормалну и тангенцијалну силу. Нормална сила представља ортогоналну компоненту контактне силе, док тангенцијална сила представља тангенцијалну компоненту контактне силе. 

## Трећи Њутнов закон акције и реакције
На основу трећег Њутновог закона, закона акције и реакције, ако тело осећа нормалну силу од подлоге {\displaystyle F_{N}}у правцу ортогоналном на подлогу и усмереном од подлоге ка њему, подлога у исто време осећа исту силу истог интензитета, у истом правцу, али усмереном од тела ка подлози. Уколико посматрамо тело и подлогу као целину, а не појединачно дејство једног на друго, те две силе се међусобно поништавају.